# Cabaços (Moimenta da Beira)
Pour les articles homonymes, voir Cabaços.
Cabaços est une paroisse civile portugaise (en portugais : freguesia) de la municipalité de Moimenta da Beira, dans le district de Viseu.
Lors du recensement de 2021, Cabaços compte 220 habitants.